# Expression de genre

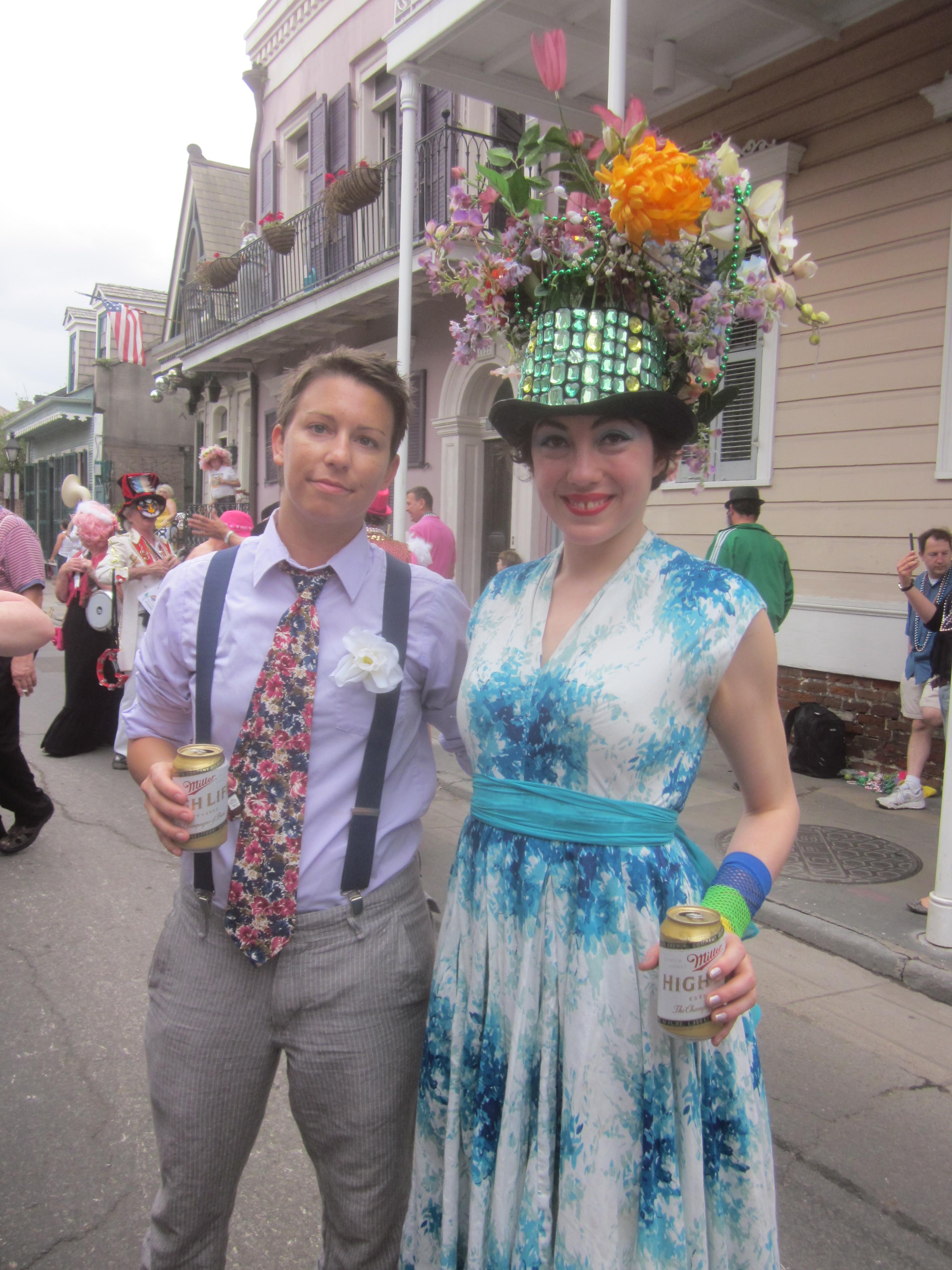
Deux femmes aux expressions de genre masculine et féminine

Ne doit pas être confondu avec Identité de genre.
L'expression de genre désigne les caractéristiques d'une personne liées à son apparence, ses intérêts et ses comportements, qui sont traditionnellement associées à un genre en particulier dans un certain contexte culturel donné. La perception de l'expression de genre d'une personne repose sur les stéréotypes culturels masculins et féminins, et les rôles de genre.

## Description
La lecture de l'expression de genre repose principalement sur l'apparence d'une personne (vêtements, longueur et coupe de cheveux, voix, port de bijoux, attitudes),. Ainsi, certains traits sont associés à la masculinité, comme la dominance, l'agressivité, les attitudes sèches ou le fait d'agir en exprimant moins d'émotions. À l'opposé, être maternante ou agir de manière gentille sont considérés comme des traits typiquement féminins.
Suivant les personnes, l'expression de genre peut refléter ou non leur identité de genre,,. L'expression de genre peut également varier au cours de la vie. Un type d'expression de genre considéré comme atypique pour le genre perçu extérieurement d'une personne peut être décrit comme non conforme au genre.
Suivant la culture, l'expression de genre peut être différemment interprétée. Selon les régions du monde, la symbolique attribuée au port de bijoux, de talons ou de maquillage est ainsi différente. La période historique influence également l'expression de genre. Ainsi, la couleur rose, désormais évitée par les personnes d'expression de genre masculine en Occident, était une couleur associée aux garçons jusqu'à la Seconde guerre mondiale.
L'expression du genre est un concept distinct de ceux d'orientation sexuelle et de sexe assigné à la naissance.

## Voir également
- Identité de genre
- Rôle de genre
- Binarité de genre